# Betta dimidiata
Betta dimidiata ist ein maulbrütender Kampffisch, der in Bezug auf seine geringe Größe, außerordentliche Farbenpracht und sein interessantes Verhalten eine Ausnahmeerscheinung unter den maulbrütenden Betta-Spezies darstellt, und deshalb in einen eigenen Formenkreis eingereiht wird.
Wie alle Kampffische ist B. dimidiata auf die Aufnahme atmosphärischen Sauerstoffs über das Labyrinthorgan angewiesen.

## Aussehen
Beide Geschlechter zeigen eine rotbraune Körpergrundfärbung, die Männchen weisen außerordentlich lang ausgezogene Flossen auf.
Die Anale beider Geschlechter zeigt einen breiten, blaugrün-irisierenden Saum, der in der Caudale nur angedeutet ist, der Körper und die Kiemendeckel sind mit Glanzschuppen besetzt. Die Ventralen zeigen ebenfalls ein irisierendes Grün-Blau.
Im Gegensatz zu den meisten anderen maulbrütenden Betta-Arten sind die Weibchen sehr farbenprächtig.
Mit einer Größe von ungefähr 7 cm gehört Betta dimidiata zu den kleineren maulbrütenden Kampffischen.

## Vorkommen
Die Art stammt aus Borneo, Kalimantan und Indonesien (Fundorte: Kapuas Basin, Sanggau, Sungai Gentu, Sintang, Sungai Seriang), wo sie stehende und träge fließende Süßgewässer bewohnt.

## Verhalten

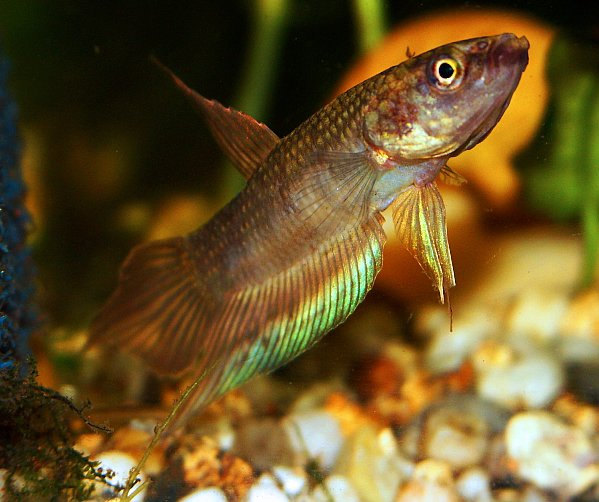
Adultes Männchen

Diese Spezies bevorzugt das Leben in Gruppen und zeigt erst in Gesellschaft anderer artgleicher Individuen ihr ganzes Verhaltensspektrum. Die Tiere sind ruhig und etwas scheu, verlieren aber in der Fortpflanzungsperiode alle Hemmungen und zeigen sich als aktive Beckenbewohner. Die Männchen tragen häufige Imponiergefechte mit gespreizten Flossen und Kiemendeckeln aus, zu Beschädigungskämpfen kommt es dabei nur höchst selten. Allgemein ist Betta dimidiata eine Art mit sehr kleinem Aggressionspotenzial. Die Fortpflanzung geschieht in typischer Maulbrütermanier, das Männchen trägt 30 bis 40 befruchtete Eier für etwa zehn Tage im Maul und entlässt danach die bereits selbstständigen Jungfische. Dabei wird das brütende Pärchen von der gesamten Gruppe bewacht und gegen Eindringlinge verteidigt.

## Haltung
Betta dimidiata ist ein ausgesprochener Gruppenfisch. Ideal gestaltet sich eine Gruppe von mindestens sechs Tieren, die in einem gut bepflanzten und strukturierten Becken ab 80 cm Kantenlänge Platz findet. Trotz der friedlichen Lebensweise der Art sollten im Becken genügend Versteckmöglichkeiten angebracht werden, damit unterlegene Tiere sich zurückziehen können.
Sehr viel Wert sollte auf die Wasserqualität gelegt werden – B. dimidata stammt aus Weichwasserbiotopen (pH 5,5–6,5, GH 0–2°, Temp. ~27 °C) und sollte auch in ähnlichen Werten gehalten werden.